# Maldición y marca de Caín

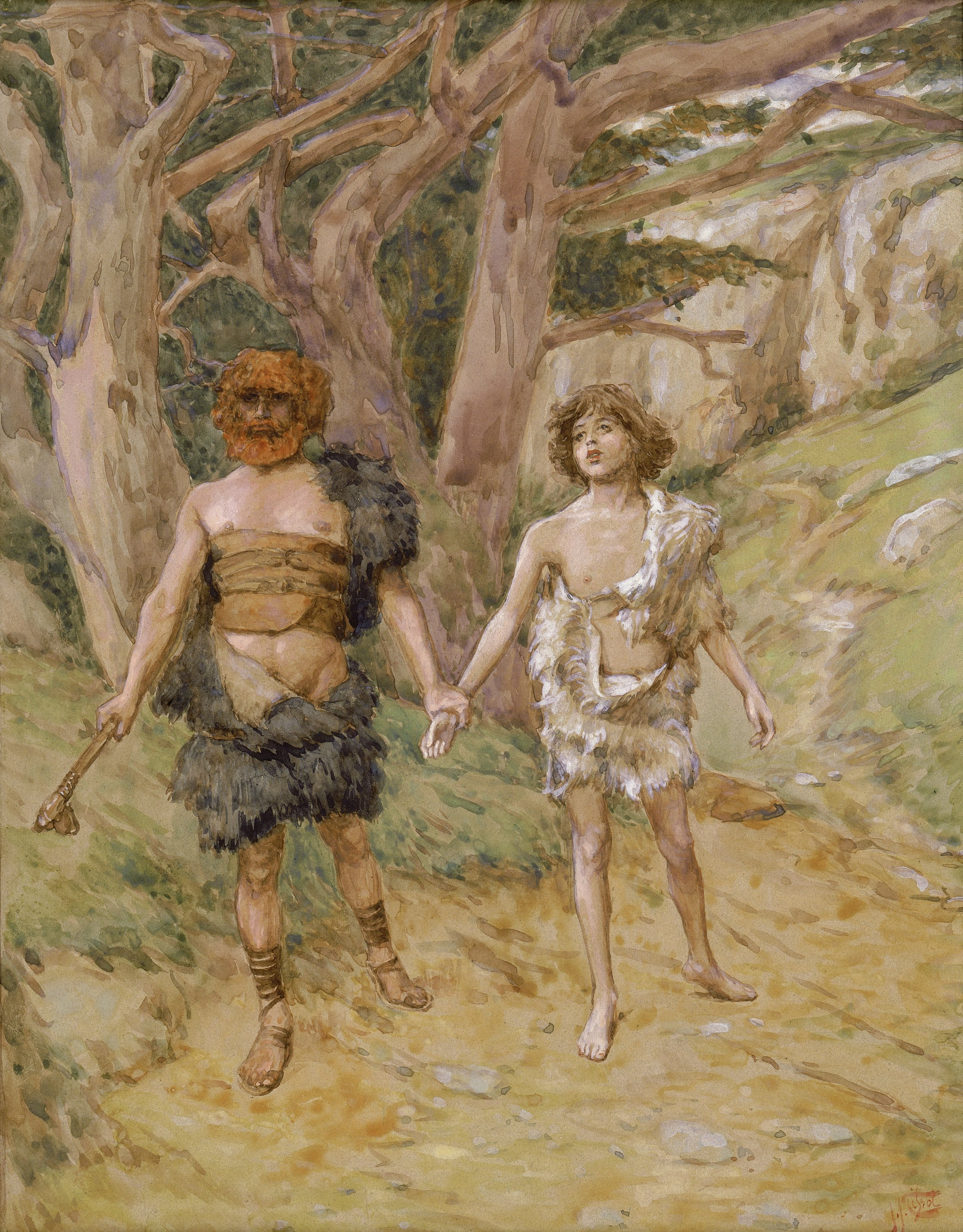
Caín llevando a Abel a la muerte, de James Tissot

En el cristianismo, la maldición de Caín y la marca de Caín se refieren a los pasajes bíblicos del capítulo 4 del Libro del Génesis, donde Dios declaró que Caín, el primogénito de Adán y Eva, estaba maldito y colocó sobre él una marca como señal de que el que osara matarlo o lastimarlo provocaría la ira de Dios.